# Guadalquivir
Il Guadalquivir (/ɡwadalkiˈvir/; pronuncia spagnola [ɡwaðalkiˈβiɾ]) è un fiume del sud della Spagna, che attraversa l'Andalusia. Il nome deriva dall'arabo wadi al-Kabir ("fiume grande"), mentre i Romani lo chiamavano Baetis. Nasce nel comune di Quesada, nel cuore della Sierra de Cazorla (Jaén) e sfocia a Almonte e Sanlúcar de Barrameda, nelle provinces di Huelva e Cadice, attraversando le province di Cordoba e Siviglia. Il fiume è lungo 657 km e i suoi affluenti sono i fiumi Genil, Guadalbullón e Guadiana Menor.
È l'unico fiume con traffico fluviale della Spagna, al giorno d'oggi navigabile solo fino a Siviglia, mentre in epoca romana mediante esso era possibile raggiungere Cordova. Il Guadalquivir ha avuto parte nella storia spagnola: tra le sue rive si incontrarono due delle culture che determinarono il corso storico della penisola: la civiltà romana e quella araba. A Siviglia è possibile prendere il battello per una crociera panoramica sul fiume.
Al nome latino del fiume, Betis, si ispira quello della società calcistica locale Real Betis, che gioca in Primera División.

## Comuni attraversati
(Luis de Góngora - A Córdoba)

### Dalla sorgente alla confluenza con il Guadalimar
Il Guadalquivir nasce nel territorio del comune di Quesada, in provincia di Jaén. Scorre verso nord-est attraversando il territorio di Peal de Becerro, Cazorla, La Iruela, Santo Tomé, Santiago-Pontones e Hornos. Superata la diga del lago del Tranco scorre verso ovest e sud-ovest, nei comuni di Villanueva del Arzobispo, Sorihuela del Guadalimar, Iznatoraf, Villacarrillo, Santo Tomé, Úbeda, Cazorla, Torreperogil, Peal de Becerro; sul confine tra quest'ultimo comune e Úbeda confluisce da sinistra il Guadiana Menor. A valle della confluenza scorre verso ovest nei comuni di Úbeda, Jódar, Baeza, Bedmar y Garcíez, Begíjar, Mancha Real, Jaén, Villatorres, Torreblascopedro e Mengíbar. Riceve da destra il Guadalimar in corrispondenza del confine tra questi ultimi due comuni e Jabalquinto.

### Dalla confluenza con il Guadalimar alla confluenza con il Genil
A valle della confluenza con il Guadalimar il Guadalquivir attraversa i comuni di Mengíbar (dove riceve da sinistra il Guadalbullón), Jabalquinto (dove riceve da destra il Guadiel), Espelúy (ricevendo da destra il Rumblar), Villanueva de la Reina, Cazalilla, Andújar (ricevendo da destra il Jándula), Marmolejo (dove confluisce da destra il Yeguas) e Lopera. Il fiume lascia quindi la provincia di Jaén per entrare nella provincia di Cordova, attraversando i comuni di Villa del Río, Montoro, Adamuz, Pedro Abad, El Carpio, Villafranca de Córdoba, prima di entrare, dopo la confluenza con il Guadalmellato, nella città di Cordova, in corrispondenza della quale il fiume diventa una piccola riserva naturale chiamata Sotos de la Albolafia. Uscito dalla città, ma ancora nel suo territorio comunale, costeggia l'aeroporto e riceve il Guadajoz, entrando poi nei comuni di Almodóvar del Río (dove riceve il Guadiato), Posadas, Fuente Palmera, Hornachuelos (dove riceve da destra il Bembézar) e Palma del Río, dove riceve prima il Retortillo da destra e poi il Genil da sinistra.

### Dalla confluenza con il Genil alla foce
Superata la confluenza con il Genil il Guadalquivir segna per un tratto il confine tra le province di Cordova e Siviglia, tra i comuni di Palma del Río e Peñaflor. Dopo la confluenza con il Matillas rimane compreso nella provincia di Siviglia, attraversando i comuni di Lora del Río, Carmona, Alcolea del Río (dove riceve il Corbones), Villanueva del Río y Minas (ricevendo l'Huesna), Tocina, Cantillana (dove riceve il Viar), Villaverde del Río, Brenes e Alcalá del Río. Qui piega verso sud e bagna i comuni di La Rinconada, La Algaba, Santiponce, prima di bagnare la zona occidentale della città di Siviglia. Bagna poi i comuni di San Juan de Aznalfarache, Gelves, Palomares del Río, Dos Hermanas, Coria del Río, La Puebla del Río e Lebrija. Nel tratto finale segna il confine della provincia di Cadice con quella di Siviglia prima e di Huelva poi, e del parco nazionale di Doñana, attraversando i comuni di Trebujena, Aznalcázar, Sanlúcar de Barrameda e Almonte, sfociando nell'Oceano Atlantico tra questi ultimi due comuni.